# Josep Maria Sert i Badia
|  | Per a altres significats, vegeu «Sert». |

Josep Maria Sert i Badia (Barcelona, 22 de desembre de 1874 - 27 de novembre de 1945) fou un pintor i decorador català de projecció universal. Destacà principalment com a muralista especialitzat en la tècnica de la grisalla i va rebre nombrosos encàrrecs de decoració tant d'edificis públics com privats, amb un notable èxit internacional.

## Biografia
Josep Maria Sert va néixer el 1874, al si d'una família de rics industrials tèxtils, fabricants ennoblits de tapissos i catifes. Era fill de Domènec Sert i Rius, de Barcelona, i de Maria Badia i Capdevila, de Sabadell. Residien al barri de Sant Pere de Barcelona, i fou inscrit al Registre Civil el mateix dia del naixement amb els noms de Josep Lluís Ignasi.
Era germà de Domènec Sert i Badia, que destacaria en la política i de Francesc de Paula Sert i Badia, comte de Sert.
Sert Estudià en un col·legi de jesuïtes, passant a l'Escola d'Arts i Oficis de la Llotja a Barcelona i a diverses acadèmies particulars de pintura: la de Pere Borrell del Caso, ebenista de professió i que el va introduir al treball artesanal, i la d'Alexandre de Riquer, pintor proper als moviments prerafaelita i simbolista. Riquer fou un dels fundadors del Cercle Artístic de Sant Lluc, on ingressarà Sert; aquí contactarà amb el cercle eclesiàstic d'aquell gremi d'artistes catòlics: Josep Torras i Bages, que serà bisbe de Vic, li encarregarà una de les seves principals obres.

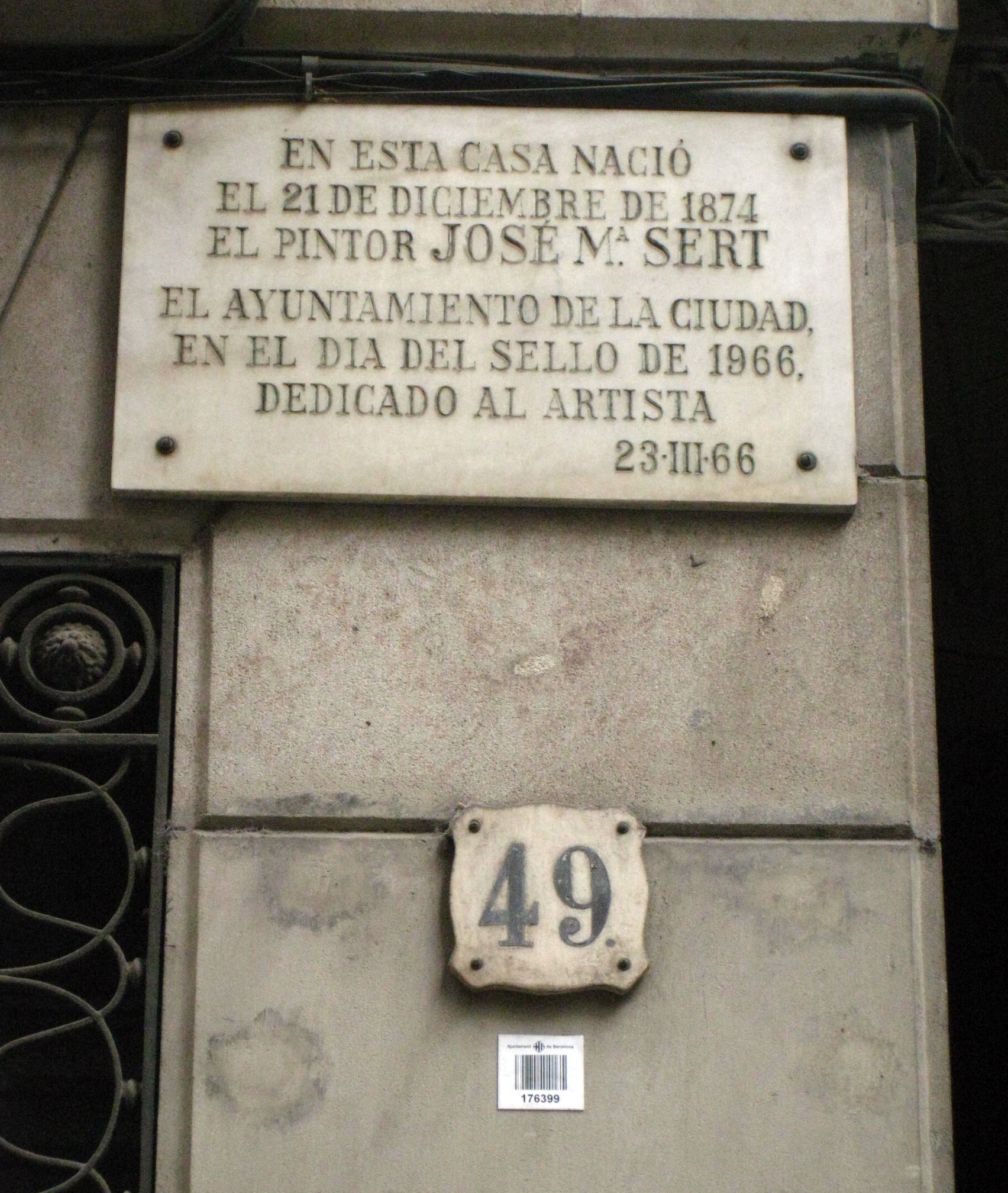
Placa commemorativa a la casa on va néixer, al carrer de Sant Pere Més Alt

El 1899 es trasllada a París, on entra en contacte amb el grup nabí, especialment amb Maurice Denis; aquí aconsegueix un primer èxit amb l'encàrrec del decorador S. Bing d'uns plafons decoratius per al pavelló que el seu establiment L'Art Nouveau ha muntat a l'Exposició Universal de París de 1900. Aquell mateix any rep l'encàrrec de decorar la catedral de Vic, i Sert fa un viatge per Itàlia aquell estiu per a conèixer les grans obres de la decoració mural. Des de llavors, Sert estarà a cavall entre Barcelona i París, així com en nombrosos llocs de tot el món on seran demanats els seus serveis.
Durant la Primera Guerra Mundial va fer d'enllaç entre l'estat francès i els fabricants catalans que subministraven equipaments als exèrcits aliats, per la qual cosa li va ser concedida la Legió d'Honor. Durant la Segona República, Sert fou agregat cultural per a les arts a l'ambaixada espanyola a París. Tot i això, la destrucció de la seva obra de la catedral de Vic el 1936, així com l'assassinat del seu amic Jaume Serra, canonge de Vic, provoca la seva presa de partit pel bàndol franquista. El 1937, com a ambaixador oficiós de Franco en el Vaticà, exposa a París, en el pavelló del Vaticà, un paravent de grans dimensions, el tema de les quals era l'exaltació dels valors de l'Espanya Nacional Sert fou un dels encarregats de salvaguardar les obres del Prado durant la Guerra Civil, que foren posades sota la protecció de la Societat de Nacions a Ginebra. Rebé nombrosos honors i reconeixements, entre els quals el d'Acadèmic d'Honor de la Real Academia de Bellas Artes de San Fernando (1929). Es va casar dues vegades, amb Misia Godebska, la musa dels simbolistes, i amb Roussy Mdivani. Fou oncle de l'arquitecte Josep Lluís Sert. Va morir a Barcelona el 27 de novembre de 1945 i fou sebollit al claustre de la Catedral de Vic, on havia treballat tants anys.

## Estil
Sert elaborà un estil propi, allunyat de les avantguardes del moment, per la qual cosa no va exercir una especial influència a l'art del seu temps. S'inspira en la pintura manierista i barroca, especialment Tintoretto, Veronese, Rubens, Piranesi, Solimena i Tiepolo; va rebre, tanmateix, una gran influència de Goya, del qual va prendre el gust per la temàtica popular i costumista, amb una certa idealització del folklore espanyol. També tindrà predilecció per motius orientalistes i primitivistes. Sert desenvolupa una iconografia pintoresca, de tipus populars, amb figures gegantines, titàniques, musculoses, en un to sublim, monumental, grandiloqüent. Als anys 20, pel seu contacte amb els Ballets Russos, es vincula amb l'art déco, corrent de moda en aquell moment, tot destacant pel seu exotisme i la seva representació de motius primitius. Sert introdueix en aquest estil internacional el gust per les representacions regionalistes espanyoles. Als anys 30 destaca a la seva obra la temàtica mediterrània, realitzada dins d'un estil neobarroc. Cap al final de la seva obra se centra principalment en la representació de la figura humana, sense a penes fons decoratius.

## Tècnica
L'estil monumental de Sert s'emfatitza encara més per la seva evolució cromàtica, que acaba recolzant-se en un predomini de la monocromia daurada. Emprava una gamma cromàtica limitada: ors, ocres, terres torrades, amb tocs de carmí, utilitzant com a fons una rica preparació en metall, plata, pans d'or, etc. La seva pintura és propera a la grisalla, tècnica que usa tots els tons del gris per a obtenir efectes pròxims al relleu escultòric del marbre. A Sert li agradaven els colors de lluentor metàl·lica, com els de la fotografia de daguerreotip. Disposava en la composició elements arquitectònics col·locats en diagonal, que contribuïen a donar sensació de profunditat i amplitud. Pintava sobre llenços que fixava als murs; solia realitzar esbossos i maquetes de les seves decoracions, comptant amb la col·laboració de diversos ajudants, especialment Miquel Massot. El seu procés d'elaboració començava per estudis fotogràfics, a vegades amb grans masses de figurants.

## Obra

### Obres a Espanya

#### LaCatedral de Vic

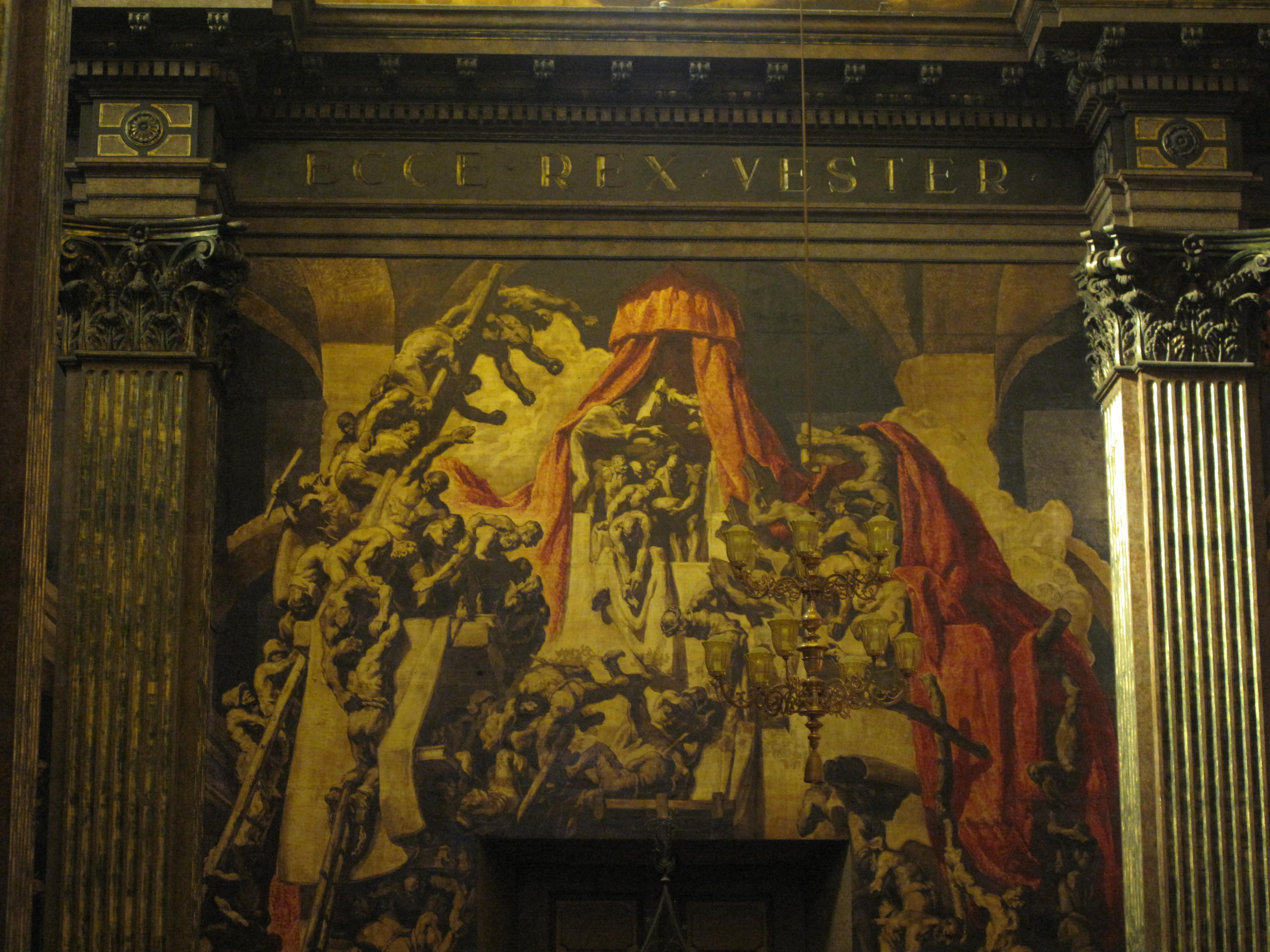
Pintures murals de Sert a la catedral de Vic

L'any 1900 Sert rep l'encàrrec de decorar la catedral neoclàssica de Sant Pere de Vic, que serà la seva gran obra, la realització de la qual li ocuparà la major part de la seva vida. Per a aquest projecte, Sert va concebre una decoració que, sortint de darrere de l'altar major, es desenvoluparia per tota la catedral, amb una temàtica que podria definir-se com d'exaltació triomfal de l'Església. El 1904 exhibeix al seu estudi parisenc uns esbossos de la decoració a un grup d'amics, i el 1905 els porta al taller barcelonès de Ramon Casas perquè els seus companys del Cercle Artístic de Sant Lluc (Joan i Josep Llimona, Dionís Baixeras i Antoni Gaudí), així com el bisbe Torras i Bages, emetin el seu dictamen. En ser aquest favorable, Sert signa amb el capítol de Vic, el 1907, el contracte de l'obra per un valor de 150.000 pessetes. Els projectes havien estat mostrats a la catedral ausetana el 1905, a la Sala Parés de Barcelona el 1906 i al Saló de Tardor de París de 1907. Tot i això, l'execució de l'obra es retarda, i el 1912 expira el temps previst al contracte, tot i que és prorrogat el 1915 per a cinc anys més. L'esclat de la Primera Guerra Mundial, causa al·legada pel pintor per a justificar el seu incompliment, però sobretot l'atenció a compromisos més acaparadors, seran les causes del retard.
Gràcies a la intervenció de Francesc Cambó, el termini és perllongat fins a 1926, per bé que unes quantes pintures poden ser ja exhibides aquell any al Jeu de Paume de París. A l'abril de 1927 s'inicia la instal·lació de les obres als murs de la catedral, excepte el sector de la cúpula; el conjunt seguia el model del primer disseny, amb temàtica relativa a l'Apoteosi de l'Església, i reflecteix la seva etapa mediterranista d'aquells anys. Sert situa al centre de l'absis Sant Pere i Sant Pau, com a fundadors de l'Església, amb els evangelistes al costat; a cada banda de la nau central situa l'Antic i el Nou Testament, i a la transfaçana el Calvari, amb el judici, la crucifixió i l'enterrament de Jesús. Malauradament, l'incendi del juliol de 1936 fa desaparèixer la decoració de Sert.
Acabada la Guerra Civil, el pintor emprèn de nou l'ornamentació mural de la seu: en aquesta tercera decoració, Sert varia la temàtica anterior, abandonant la idea d'una Església triomfal per un concepte del cristianisme en què la Passió de Crist representa la passió de la humanitat sencera; ara serà el Calvari el que ocuparà el lloc central de l'absis, mentre que els sants i evangelistes es convertiran en testimonis de la fe cristiana. Sert representa un cicle al·legòric de la redempció de l'home, desenvolupat en quatre grups: la condemna del gènere humà a causa del Pecat Original, la vida i condemna de Jesús, els apòstols i evangelistes com a testimonis de fe i la mort i resurrecció de Crist. A la nova decoració, Sert pretén fondre l'arquitectura de l'edifici amb les pintures de tal manera que semblin baixos relleus, creats al moment de fer la catedral. Fou solemnement inaugurada el 15 d'octubre de 1945, poc abans de la seva mort.

#### Saló de les Cròniques (Ajuntament de Barcelona), Palau Maricel (Sitges) i altres

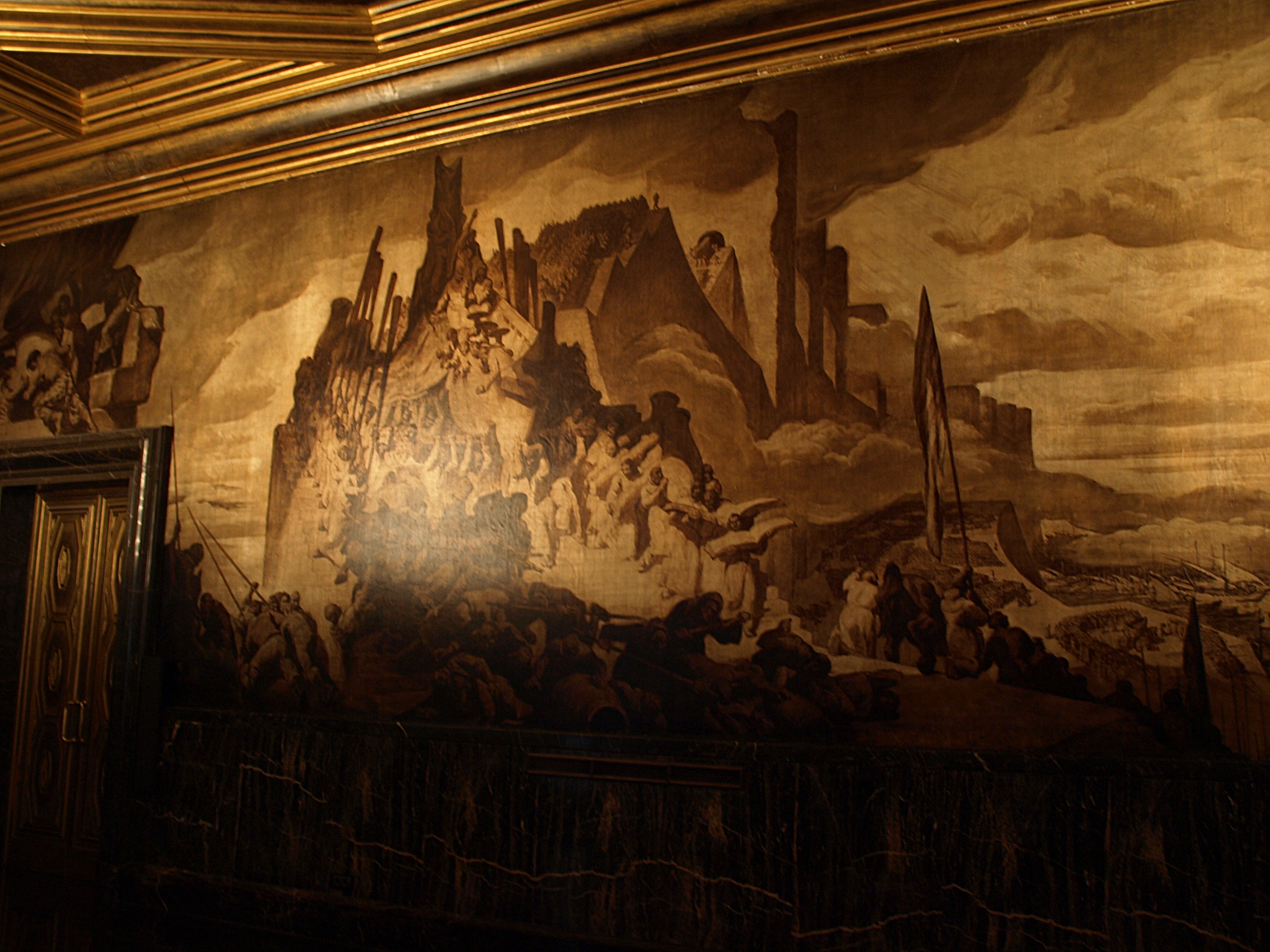
Saló de les Cròniques a la Casa de la Ciutat (Barcelona)

Sert treballà principalment entorn de Barcelona, deixant-hi diverses obres: la decoració del Saló de Passos Perduts del Palau de Justícia de Barcelona (1908); la sala de ball de la residència del marquès d'Alella a la Rambla (1910); les al·legories de la Primera Guerra Mundial que realitzà el 1917 per al milionari americà Charles Deering al seu palau Maricel de Sitges, d'inspiració wagneriana, visitables avui al museu Maricel; les pintures de temàtica catalana que executà el 1927 per al domicili barcelonès de Francesc Cambó; els dos plafons sobre temes hispano-moriscs que li encarregà Raül Roviralta per a la seva finca de Santa Clotilde de Lloret de Mar (1933), etc. Destaca sobretot el Saló de les Cròniques de l'Ajuntament de Barcelona (1929), anomenat així perquè l'artista s'inspirà en les gestes dels catalans a l'Orient descrites a les cròniques de Ramon Muntaner i Bernat Desclot; està format per dotze escenes sobre la història dels almogàvers, de caràcter monumental, amb un marcat estil mediterranista.
Fora de Catalunya, Sert pintà el menjador dels marquesos de Salamanca a Madrid (1920), el tocador de la reina Victòria Eugènia al Palau de la Magdalena a Santander, l'oratori del Palau de Llíria dels ducs d'Alba a Madrid (1932) i els murs de l'antic convent de San Telmo a Donòstia / Sant Sebastià (1934), destinat a museu i que l'artista decorà amb temes al·lusius a la història d'aquella regió. A la postguerra espanyola fou protegit pel multimilionari Joan March, i tingué una actitud més aviat favorable al règim franquista Així mateix, el financer Joan March encarregà a Sert l'ornamentació de la seva residència madrilenya (1942) i del seu palau de Palma (1944). També, va realitzar per glorificar episodis de la Guerra Civil del bàndol franquista, com La defensa del Alcázar, projecte per decorar la cripta de l'Alcázar de Toledo

### Obres aFrança

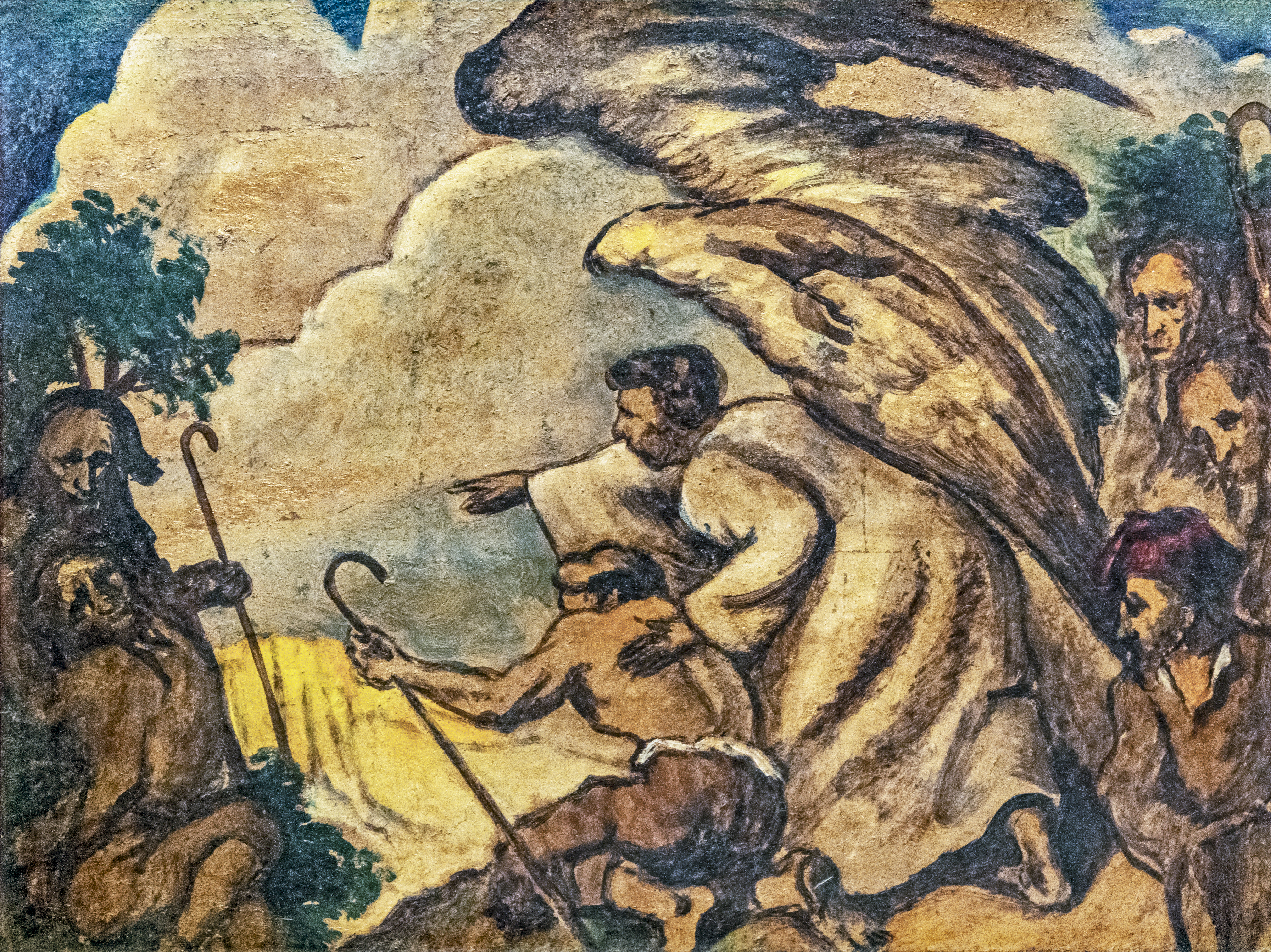
Tobies i l'àngel - Museu de Belles Arts de Carcassona

Sert rebé nombrosos encàrrecs a la seva segona ciutat de residència, París: un dels seus primers treballs decoratius fou el saló de música del domicili parisenc dels prínceps de Polignac (1910), al que seguiren el menjador del palauet de la comtessa de Bearne (1911), la residència de Luis de Errazu (1912), el pavelló de caça del baró de Rothschild a Chantilly (1920), l'escala d'honor del palauet de la duquessa d'Elchingen (1922), el saló de Maurice Wendel (1924) i el de la rica residència de la vídua del diplomàtic Philippe Berthelot (1938).
Sert també destacà com a decorador teatral per a la companyia dels Ballets Russos de Diàguilev, com ara La llegenda de Josep (1914), Els jardins d'Aranjuez (1918) i L'astuzie femminili (1920), i també va fer els decorats per a l'òpera de Granados Goyescas representada a La Scala de Milà. Les seves escenografies per als Ballets Russos estan vinculades a l'art déco, corrent de moda en aquell moment, que Sert adoptarà durant una dècada aproximadament.

### Obres aBèlgica,Itàlia,Gran Bretanya
Fora de França, pintà el domicili del baró Becker a Brussel·les (1930); el palau del príncep Mdivani a l'antiga abadia de San Gregorio de Venècia (1935); la Kent House, residència londinenca de sir Saxton Noble (1913), la Coombe Court, propietat de Constance Gwladys Robinson (Lady de Grey, més tard marquesa de Ripon, 1915) i localitzat a Kingston, al comtat de Surrey, ara Kingston upon Thames, part de Londres; el palau de Port Lympne, de Sir Philip Sassoon a Port Lympne, prop de Folkestone (1915), el menjador del castell de Wretham Hall (1919), també pertanyent a Sir Saxton Noble, i el saló de ball de Trent Park, la casa senyorial a Londres de l'altre antic client, Sir Philip Sassoon (1924). També va rebre encàrrecs de l'altra banda de l'Atlàntic: a Buenos Aires decorà el palauet Errázuriz (1922), la residència Pereda (1932) i el domicili dels senyors Kavanagh (1938).

### Obres alsEstats Units
Als Estats Units li encarregaren importants tasques de decoració: el saló de música de la casa Cosden a Palm Beach, Florida (1924); nou plafons per a Harry Phipps a Pittsburgh (1924); la decoració del gratacels Rockefeller Center (1931-1941), amb una temàtica exaltadora del progrés i la societat nord-americana; i especialment quinze plafons amb temes espanyols (escenes del Quixot) per a un luxós menjador de l'Hotel Waldorf-Astoria de Manhattan (1929-1931), que a partir de llavors fou anomenada Sala Sert. Les escenes de la Sala Sert del Waldorf-Astoria eren: El forçut, Ballarins, Cavalleries, Trapezis, Guitarres i bandúrries, Funàmbuls, Castellers, La migdiada, Les noces de Camacho, Els borratxos, La xaranga, La bonaventura, Cavallfort, Els braus i L'astròleg; aquestes pintures foren retirades per una remodelació de l'hotel el 1972, i adquirides per l'antic banc industrial català, Bankunión, que, per les grans dimensions de les obres, les traslladà a l'edifici El Sucre de Vic. El banc va fer fallida el 1982, va ser comprat pel Banc Hispano Americano, i les obres es van traslladar a la "Ciudad Grupo Santander" a Boadilla del Monte.

### Obres aSuïssa
Per mediació de Salvador de Madariaga, Sert s'encarregà de l'ornamentació de la gran Sala del Consell del Palau de la Societat de Nacions a Ginebra (1935-1936), en la qual desenvolupà una sèrie d'al·legories de la Guerra i la Pau, del Progrés de la Humanitat, de la Justícia i del Dret internacional. El plafó central és una al·legoria dels continents, representats per cinc figures gegantines que destrueixen un arc, símbol de la guerra; als costats es mostren les conseqüències de la guerra, amb la doble versió de vencedors i vençuts, i als extrems les al·legories de la pau morta i la pau ressuscitada; als laterals es representen els èxits de la humanitat i les virtuts que els guien; al sostre, el dret internacional representat per la lliçó impartida per Francisco de Vitoria a la Universitat de Salamanca i que ha d'aconseguir la unió dels cinc continents, cinc gegants que uneixen les seves mans formant una corona de braços just enmig de la sala. Irònicament, la inauguració tingué lloc l'octubre de 1936, en plena guerra civil. Sert exhibí al pavelló del Vaticà de l'Exposició Internacional de París de 1937 una obra al·lusiva a la tragèdia espanyola, La intercessió de Santa Teresa a la guerra civil espanyola. Una pintura amb la llegenda "Plus Ultra", coronada per la bandera espanyola, que alava els 'màrtirs' de l'exèrcit de Franco i que ara està dipositada al Museu Nacional Reina Sofia de Madrid